# Alteburg Singhofen
Bei der Alteburg Singhofen handelt es sich um eine keltische Wallanlage aus dem Übergang der Eisenzeit von der Hallstattkultur zur Latènezeit. Sie liegt westlich von Singhofen im rheinland-pfälzischen Teil des Taunus.

## Lage und Beschreibung

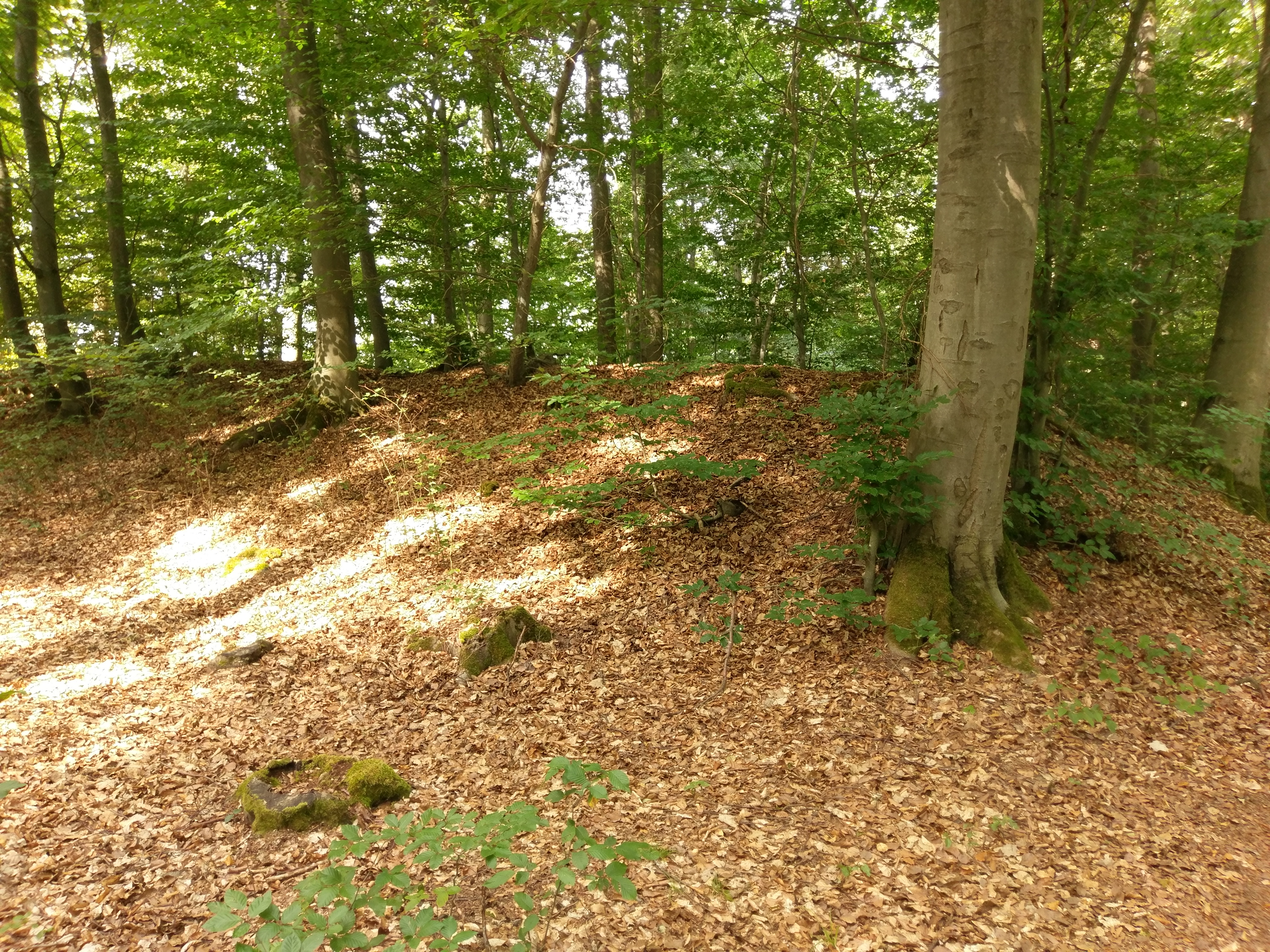
Noch erkennbare Wallreste

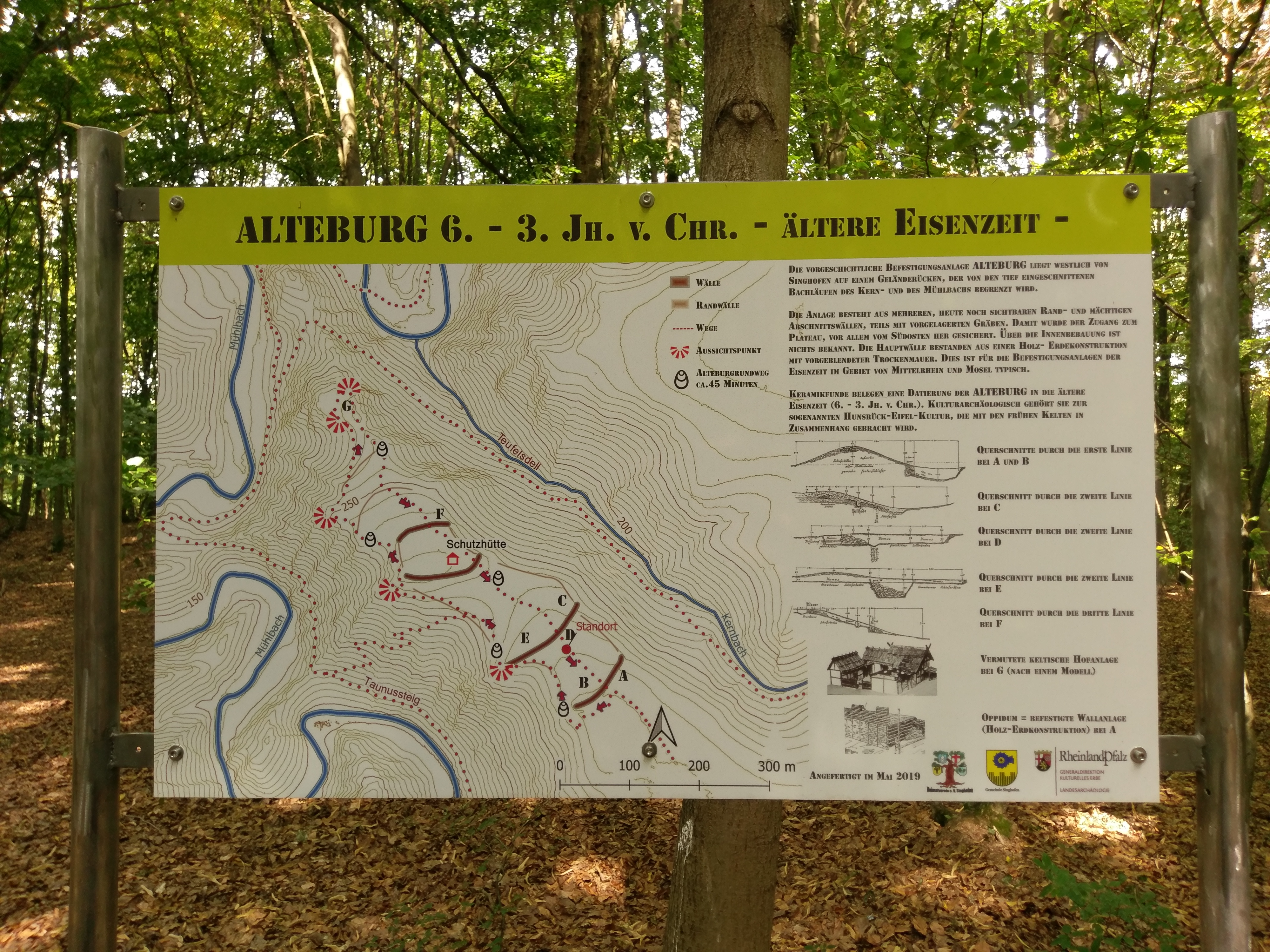
Informationstafel zur Anlage auf dem Berg

Der Wall, der sich heute noch gut im Gelände abzeichnet, liegt rund zwei Kilometer westlich von Singhofen auf einem Bergvorsprung, der rund 50 Meter tief in die Täler des Kernbachs (nördlich) bzw. Mühlbachs (westlich und südlich) steil abfällt. Lediglich zum Osten hin besteht ein flacher Übergang zum Bergrücken. Diese angriffsgefährdete Seite ist durch mehrere Wälle gesichert. Die Mauern der heute nur noch als Wälle vorhandenen Befestigungen waren eine Holz-Erde-Konstruktion mit vorgeblendeter Trockensteinmauer, wie sie typisch für die Eisenzeit im Mittelrhein-Mosel-Raum war.
Die vorhandenen Wallanlagen unterteilen die Anlage in drei Höfe. Insgesamt nimmt die Anlage eine Fläche von 2,5 Hektar ein, wovon 1,0 Hektar auf den ersten, 0,84 Hektar auf den zweiten und 0,65 Hektar auf den dritten Hof entfallen. Insgesamt ist die Anlage rund 350 Meter lang und bis zu 100 Meter breit. Die Höfe folgen dabei in einer Reihe von West nach Ost. In dieser Form, die für die Taunusregion einzigartig ist, wird die vorliegende Geländesituation optimal ausgenutzt.
Es werden vier Hauptwälle auf dem Kamm unterschieden und zwei sogenannte Randwälle zum Spornende nach Nordwesten. Zwei der Hauptwälle im Zentrum sind sich bogenförmig zugeneigt. Während die zwei östlichen Hauptwälle minimal bogenförmig den Zugang vom Kamm abriegeln. Der westlichste der Wälle weist eine Länge von 125 Metern auf und hat einen Graben vorgelagert. Der zweite Wall zeichnet sich ebenso wie der Südwestwall vergleichsweise schwach ab. Strukturell lassen sie sich mit den ähnlichen abriegelnden Befestigungen auf Bergkämmen wie der Höckelsburg oder der Hünselburg vergleichen.
Die Keramikfunde datieren eine Nutzung in die Zeit vom 6. Jahrhundert v. Chr. bis ins 3. Jahrhundert v. Chr. Archäologisch werden sie der Hunsrück-Eifel-Kultur zugeordnet.
Heute können die Hinterlassenschaften bei einem Rundgang von etwa 45 Minuten erwandert werden.

## Denkmalschutz
Der Burgstall der Wallanlage ist ein Bodendenkmal nach dem rheinland-pfälzischen Denkmalschutzgesetz. Nachforschungen und gezieltes Sammeln von Funden sind genehmigungspflichtig, Zufallsfunde an die Denkmalbehörden zu melden. 